# 溫室氣體觀測衛星
溫室氣體觀測衛星，在日本又稱為氣息號、元氣號，屬於地球觀測衛星，也是第一枚與監測溫室氣體相關的人造衛星。主要任務是測量大氣層中的二氧化碳、甲烷之濃度，測量地區多達56,000個。溫室氣體觀測衛星由宇宙航空研究開發機構負責製作，並於2009年1月23日從種子島宇宙中心成功發射。日本环境省與日本国立環境研究所藉由這顆人造衛星來了解溫室效應對於環境的影響並與美国国家航空航天局共享資料，以獲得近一步的突破。

## 發射
溫室氣體觀測衛星與其他七顆人造衛星一同由H-IIA运载火箭在2009年1月23日從種子島宇宙中心升空，由於天候不佳的因素，中途曾經推遲2天的發射時程，大約經過16分鐘的火箭飛行後，溫室氣體觀測衛星與火箭本體成功分離，最終也成功進入觀測軌道。

## 儀器
根據宇宙航空研究開發機構的資訊，溫室氣體觀測衛星具備紅外傅立葉變換光譜儀、熱和近紅外傳感器兩項主要科學儀器，觀測波長從紅外線到遠紅外線區均有，主要觀測原理則是藉由光譜儀來測量與分辨不同的物質，因為不同的物質具有不一樣的光折射率，也可以得知不同溫室氣體的濃度。

## 外部連結
- 溫室氣體觀測衛星官方網頁 （页面存档备份，存于） – 宇宙航空研究開發機構
- 從外太空觀察的地球“呼吸-溫室氣體觀測衛星 （页面存档备份，存于） – 宇宙航空研究開發機構 Youtube官方頻道
- GOSAT Project - 溫室氣體觀測衛星網頁 （页面存档备份，存于） – 日本環境省
- 日本國立環境研究所新聞 （页面存档备份，存于）
- 日本國立環境研究所 GOSAT-2 项目 （页面存档备份，存于）